# Episodi di Love Boat (prima stagione)
La prima stagione di Love Boat è stata trasmessa per la prima volta negli Stati Uniti a partire dal 5 maggio 1977 e fino al 20 maggio 1978.
| nº | Titolo originale                                                           | Titolo italiano             | Prima TV USA      | Prima TV Italia |
| -- | -------------------------------------------------------------------------- | --------------------------- | ----------------- | --------------- |
| 0  | The New Love Boat - The Newlyweds / The Exchange / Cleo's First Voyage     | Inedito                     | 5 maggio 1977     |                 |
| 1  | Captain & the Lady / Centerfold / One If by Land...                        | La moglie del direttore     | 24 settembre 1977 |                 |
| 2  | A Tasteful Affair / Oh, Dale! / The Main Event                             | Guai in famiglia            | 1 ottobre 1977    |                 |
| 3  | Ex Plus Y / Golden Agers / Graham and Kelly                                | L'età d'oro                 | 8 ottobre 1977    |                 |
| 4  | Message for Maureen / Gotcha / Acapulco Connection                         | Messaggio per Maureen       | 15 ottobre 1977   |                 |
| 5  | Isaac the Groupie / Mr. Popularity / Help! Murder!                         | Aiuto mi ammazza!           | 22 ottobre 1977   |                 |
| 6  | The Joker Is Mild / Take My Grandaughter, Please / First Time Out          | Il vecchio comico           | 29 ottobre 1977   |                 |
| 7  | Julie's Old Flame / The Jinx / The Identical Problem                       | Problemi gemelli            | 10 novembre 1977  |                 |
| 8  | Lost & Found / The Understudy / Married Singles                            | L'incompreso                | 19 novembre 1977  |                 |
| 9  | The Captain's Captain / Romance Roulette / Hounded                         | Il Capitano Stubing Senior  | 26 novembre 1977  |                 |
| 10 | Dear Beverly / The Strike / Special Delivery                               | Cara Beverly                | 3 dicembre 1977   |                 |
| 11 | Lonely at the Top / Silent Night / Divorce Me, Please                      | Solo al comando             | 10 dicembre 1977  |                 |
| 12 | Old Man and the Runaway / The Painters / A Fine Romance                    | Il vecchio e la clandestina | 24 dicembre 1977  |                 |
| 13 | Cinderella Story / Too Hot to Handle / Family Reunion                      | Luna di miele con papà      | 7 gennaio 1978    |                 |
| 14 | Isaac's Double Standard / One More Time / Chimpanzeeshines                 | È tutta colpa della scimmia | 14 gennaio 1978   |                 |
| 15 | The Eyes of Love / Masquerade / Hollywood Royalty / The Caper: Part 1      | Diamanti (prima parte)      | 21 gennaio 1978   |                 |
| 16 | The Eyes of Love / Masquerade / Hollywood Royalty / The Caper: Part 2      | Diamanti (seconda parte)    | 21 gennaio 1978   |                 |
| 17 | Winner Take Love / The Congressman Was Indiscreet / Isaac's History Lesson | Lezione di storia di Isaac  | 28 gennaio 1978   |                 |
| 18 | Last of the Stubings / Million Dollar Man / The Sisters                    | L'ultima degli Stubing      | 4 febbraio 1978   |                 |
| 19 | A Very Special Girl / Until the Last Goodbye / The Inspector               | Sarah                       | 11 febbraio 1978  |                 |
| 20 | Memories of You / Computerman / Parlez Vous?                               | Computer o biologia?        | 13 febbraio 1978  |                 |
| 21 | Taking Sides / Going by the Book / A Friendly Little Game                  | Carte truccate              | 18 febbraio 1978  |                 |
| 22 | A Selfless Love / The Nubile Nurse / Parents Know Best                     | Diana o Gingers?            | 25 febbraio 1978  |                 |
| 23 | Musical Cabins                                                             | Anche Julie ci prova        | 6 maggio 1978     |                 |
| 24 | This Business of Love / Crash Diet Crush / I'll Never Fall in Love Again   | La dieta del Capitano       | 13 maggio 1978    |                 |
| 25 | Pacific Princess Overtures / Gopher, the Rebel / Cabin Fever               | Gopher si ribella           | 20 maggio 1978    |                 |

## The New Love Boat
- Titolo originale: The New Love Boat - The Newlyweds / The Exchange / Cleo's First Voyage
- Diretto da:
- Scritto da:

### Trama
- Guest star: Georgia Engel, Gary Frank, Pat Harrington Jr., Audra Lindley, Melanie Mayron, Phil Silvers e Stella Stevens